# オオコメツツジ
オオコメツツジ（大米躑躅、学名：Rhododendron tschonoskii subsp. trinerve）はツツジ科ツツジ属の落葉低木。

## 特徴
高さは1mになり、よく分枝する。葉は、基本種のコメツツジより大きく、長さ約1.5-4cm、幅0.5-2cmの倒卵状長楕円形または長楕円形で、3脈が目立つ。葉の両面と縁に褐色の長毛が密に生える。
花期は6-7月。枝先の1個の花芽に3-7個の花をつける。花冠は白色で、長さ5-8mmの筒状漏斗形で4裂する。雄蘂は4本で花冠からつきでる。

## 分布と生育環境
本州の山形県から滋賀県にかけた日本海側に分布し、山地から亜高山の湿原わきの低木林などに生育する。基本種のコメツツジと生育環境や形態が異なり、別種として扱われることもある。

## シノニム
- Rhododendron trinerve Franch. ex H.Boissieu
- Rhododendron tschonoskii Maxim. var. trinerve (Franch. ex H.Boissieu) Makino